# Lennart Kjellberg (översättare)
Hans Albert Lennart Kjellberg, född 30 november 1913 i Forsbacka, död 2004, var en svensk bibliotekarie och översättare. Han översatte från polska och i mindre utsträckning från ryska, litauiska och engelska. Han disputerade 1957 för filosofie doktorsgrad vid Uppsala universitet på en avhandling i rysk historisk stilistik och fick 1984 professors titel. Under trettio år arbetade han på Uppsala universitetsbibliotek i olika funktioner.

## Biografi
Lennart Kjellberg var son till handelsföreståndaren Albert Kjellberg och dennes hustru Gertrud, född Blomqvist. Han gifte sig 1940 med Ann-Mari Stridbeck, född 1914, och fick med henne tre söner (Anders, Johan och Svante).

## Skrifter
- Stildrag i Hjalmar Söderbergs "Förvillelser" och "Martin Bircks ungdom" (Almqvist & Wiksell, 1937)
- La langue de Gedeon Krinovskij, prédicateur russe du XVIIIe siècle (Uppsala, 1957) [Avhandling]
- Slavistik för bibliotekarier (Bibliotekstjänst, 1963)
- Den klassiska romanens Ryssland (Almqvist & Wiksell, 1964). 3 rev. uppl.: Renässans, 1991
- Adam Mickiewicz: liv och verk (humanistiska förbundet, 1981) [Innehåller också översättningar av Mickiewicz]
- Polska realia: en liten handbok till polsk litteratur (Slaviska institutionen, Uppsala universitet, 1988)

## Översättningar (urval)
- Amleto Vespa: Hemlig agent åt Japan (Secret agent of Japan: a handbook to Japanese imperialism) (Lindblad, 1939)
- Tadeusz Norwid: Landet utan Quisling (Kraj bez Quislinga) (översatt tillsammans med Birger Calleman) (Bonnier, 1944)
- Tadeusz Różewicz: På diktens yta och i dess centrum (översatt tillsammans med Józef Trypućko) (Wahlström & Widstrand, 1979)
- Adam Mickiewicz: Herr Tadeusz eller Sista fejden i Litauen: en berättelse ur lantadelns liv från åren 1811 och 1812 i tolv böcker på vers (Pan Tadeusz) (Tiden, 1987)
- Kristijonas Donelaitis: Årstiderna (Metai) (Renässans, 1991)
- Polsk poesi från tre sekler (Renässans, 1993)
- Aleksander Fredro: Två polska komedier (Seminariet i Polens kultur och historia, 2002)